# Dans Paris nocturne
Albums de Tout simplement noir
/ Le mal de la nuit
(1997)
Dans Paris nocturne est le premier album des Tout simplement noir.

## Liste des Titres
1. Intro : la bombe noire - 1:15
2. Tout simplement noir - 3:35
3. Negro Parigo - 1:45
4. Je suis comme je suis! - 3:49
5. La Justice - 3:50
6. Relax... - 0:54
7. J'suis F - 4:08
8. Goutamafonkybite (Intro) - 0:59
9. Goutamafonkybite - 3:38
10. Rien de bon sur la FM... - 2:01
11. + Fort - 3:06
12. Le peuple noir - 3:54
13. Paris nocturne... 1:16
14. O.P.I.2.Flics - 3:37
15. Bonus - 1:11
16. À propos de tass - 2:42
17. À propos de tass 2 - 3:18
18. C'la tuff - 4:36